# Brignolia
Brignolia is een geslacht van spinnen uit de  familie van de Oonopidae (dwergcelspinnen).

## Soorten
- Brignolia cubana Dumitrescu & Georgescu, 1983
- Brignolia recondita (Chickering, 1951)